# زبان‌گاوی قناری
زبان‌گاوی قناری (نام علمی: Cynoglossus canariensis) نام یک گونه از سرده کفشک زبان‌گاوی است.